# King (álbum)
King es el cuarto álbum del rapero T.I., lanzado el 28 de marzo del 2006. Fue grabado por los sellos "Grand Hustle Records" y "Atlantic Records" entre los años 2005 y 2006. El álbum fue nominado a los "Premios Grammy" en el año 2007, además se posicionó en los primeros lugares de algunas listas como "Billboard", "New Zealand Top 40", entre otras.

## Historia

### Ventas
"King" debutó en el primer lugar en el "U.S. Billboard 200", vendiendo más de 522.000 copias la primera semana de su lanzamiento, y obteniendo disco de platino en un mes. Sus ventas totales solo en Estados Unidos fueron de 1.8 millones de copias. "King" es unos de los pocos álbumes de Rap que en el 2006 obtuvo Disco de Platino.

### En el mercado
"King" aparte de haber sido álbum número uno en el "U.S. Billboard 200", también lo consiguió en el "U.S. Billboard: R&B/Hip-Hop Albums", y "U.S. Billboard: Rap Albums", además de otras posiciones que obtuvo en diferentes listas alrededor del mundo. El álbum "King" fue nominado en los Grammy Awards del 2007 en la categoría "Best Rap Album", pero quien consiguió ganar el premio fue el álbum "Release Therapy" de Ludacris.

## Lista de canciones

### King
| #   | Título               | Colaboración           | Productores                 | Tiempo |
| --- | -------------------- | ---------------------- | --------------------------- | ------ |
| 1.  | "King Back"          |                        | Just Blaze                  | 4:12   |
| 2.  | "Front Back"         | UGK                    | Mannie Fresh                | 3:42   |
| 3.  | "What You Know"      |                        | DJ Toomp & Wonder           | 4:33   |
| 4.  | "I'm Talkin' To You" |                        | Just Blaze                  | 5:40   |
| 5.  | "Live In The Sky"    | Jamie Foxx             | Keith Mack                  | 5:46   |
| 6.  | "Ride Wit Me"        |                        | Keith Mack                  | 4:04   |
| 7.  | "The Breakup"        |                        |                             | 1:56   |
| 8.  | "Why You Wanna"      |                        | Khao                        | 3:37   |
| 9.  | "Get It"             | Swizz Beatz            | Swizz Beatz                 | 3:40   |
| 10. | "Top Back"           |                        | Mannie Fresh                | 4:42   |
| 11. | "I'm Straight"       | B.G. & Young Jeezy     | Nick Fury                   | 6:35   |
| 12. | "Undertaker"         | Young Buck & Young Dro | Khao                        | 4:12   |
| 13. | "Stand Up Guy"       |                        | Khao                        | 3:15   |
| 14. | "You Know Who"       |                        | Tony Galvin & Travis Barker | 2:54   |
| 15. | "Goodlife"           | Pharrell & Common      | The Neptunes                | 4:27   |
| 16. | "Hello"              | Governor               | Khao                        | 3:34   |
| 17. | "Told You So"        |                        | Keith Mack                  | 4:22   |
| 18. | "Bankhead"           | P$C & Young Dro        | DJ Toomp                    | 4:25   |

### King [Special Edition]
| #   | Título                  | Colaboración                | Productores       | Tiempo |
| --- | ----------------------- | --------------------------- | ----------------- | ------ |
| 1.  | "King Back"             |                             | Just Blaze        | 4:12   |
| 2.  | "Front Back"            | UGK                         | Mannie Fresh      | 3:42   |
| 3.  | "What You Know"         |                             | DJ Toomp & Wonder | 4:33   |
| 4.  | "I'm Talkin' To You"    |                             | Just Blaze        | 5:06   |
| 5.  | "Live In The Sky"       | Jamie Foxx                  | Keith Mack        | 5:46   |
| 6.  | "Ride Wit Me"           |                             | Keith Mack        | 4:04   |
| 7.  | "Why You Wanna (Remix)" | Trey Songz & Q-Tip          | Khao              | 3:37   |
| 8.  | "Get It"                | Swizz Beatz                 | Swizz Beatz       | 3:40   |
| 9.  | "Top Back"              |                             | Mannie Fresh      | 4:42   |
| 10. | "I'm Straight"          | B.G. & Young Jeezy          | Nick Fury         | 4:40   |
| 11. | "Undertaker"            | Young Buck & Young Dro      | Khao              | 4:12   |
| 12. | "Stand Up Guy"          |                             | Khao              | 3:15   |
| 13. | "Goodlife"              | Pharrell & Common           | The Neptunes      | 4:27   |
| 14. | "Hello"                 | Governor                    | Khao              | 3:34   |
| 15. | "Told You So"           |                             | Keith Mack        | 4:22   |
| 16. | "Bankhead"              | P$C & Young Dro             | DJ Toomp          | 4:25   |
| 17. | "King & Queen"          | Ciara                       |                   | 3:22   |
| 18. | "Drive Slow (Remix)"    | Kanye West, Paul Wall & GLC | Kanye West        | 4:49   |

- Datos: Q1633286